# Южное кладбище (Санкт-Петербург)
Ю́жное кла́дбище — действующее кладбище в Санкт-Петербурге, расположенное на южной границе города в Московском районе. До Великой Отечественной войны на месте кладбища располагалась деревня Венерязи. Адрес: Волхонское шоссе, 1Б.

## История
Было открыто в 1971 году и является крупнейшим в Санкт-Петербурге и одним из самых крупных в Европе (его площадь составляет более 400 га). Имеет перспективу дальнейшего расширения.
На кладбище регулярная планировка, подвоз к местам погребения осуществляется по магистральным дорогам, разделяющим участки.
На Южном кладбище производятся захоронения большинства умерших горожан из всех районов Санкт-Петербурга. Известные захоронения Героев Советского Союза М. П. Васильева, Н. И. Брозголя, В. П. Гумаленко, Ф. А. Харитонова.

## Часовня святителя Тихона Московского
В течение двух десятилетий на кладбище не было ни одной церкви или часовни для отпевания усопших.
В 1992 году был заложен небольшой белокаменный, многогранный в плане однокупольный храм-часовня. Автор проекта — Н. П. Величко. Часовня возводилась приходским советом Софийского собора города Пушкина на пожертвования верующих.
Освящение часовни состоялось 5 марта 1994 года во имя святого Патриарха Московского и Всея Руси Тихона. В январе — марте 2019 года в храме был установлен престол и иконостас. Часовня приписана к приходу Софийского собора, открыта ежедневно.

## Галерея

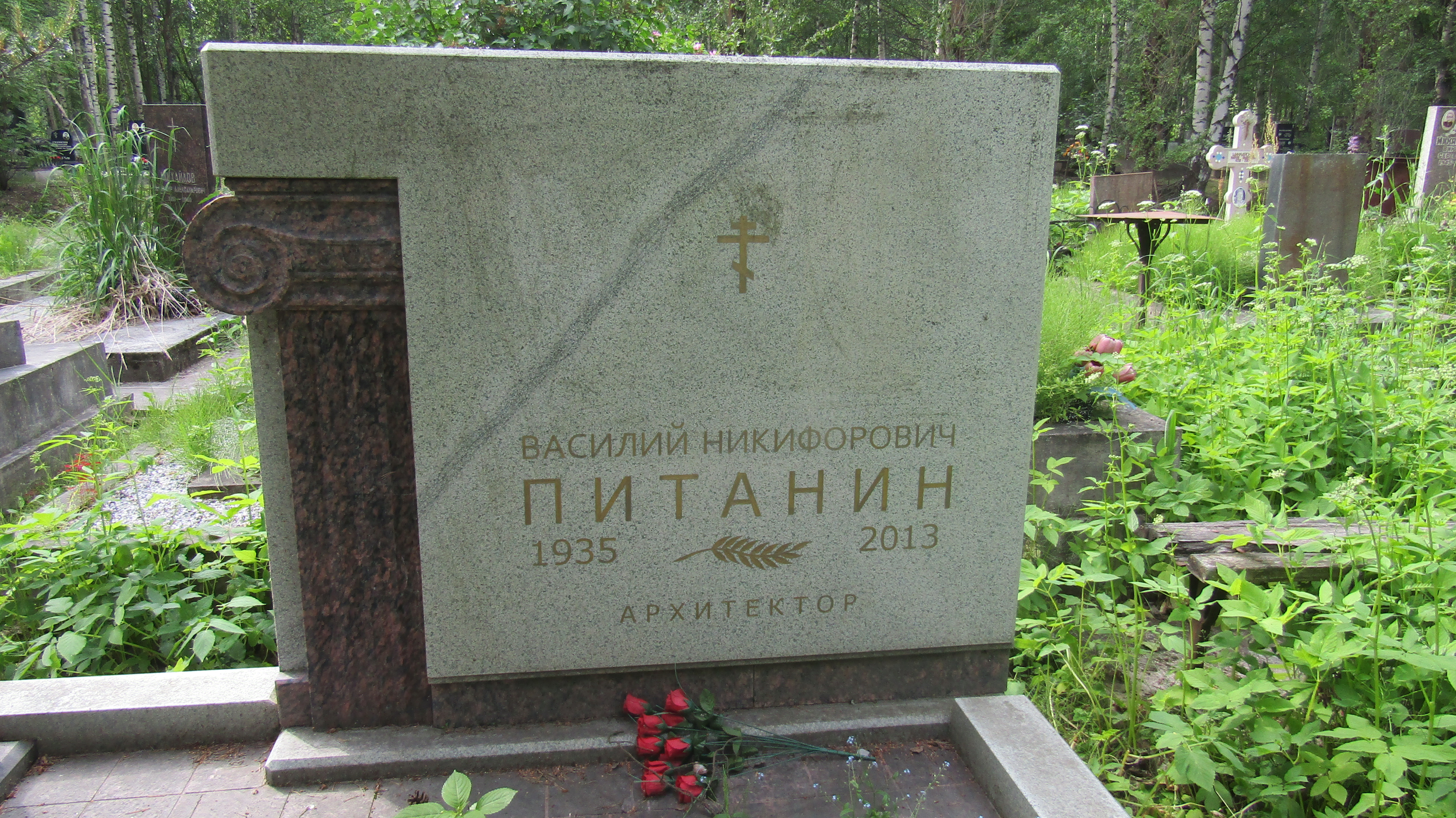
Захоронение В. Н. Питанина
Семейное захоронение Николая Годовикова и Людмилы Нагорной
Семейное захоронение Смирновых
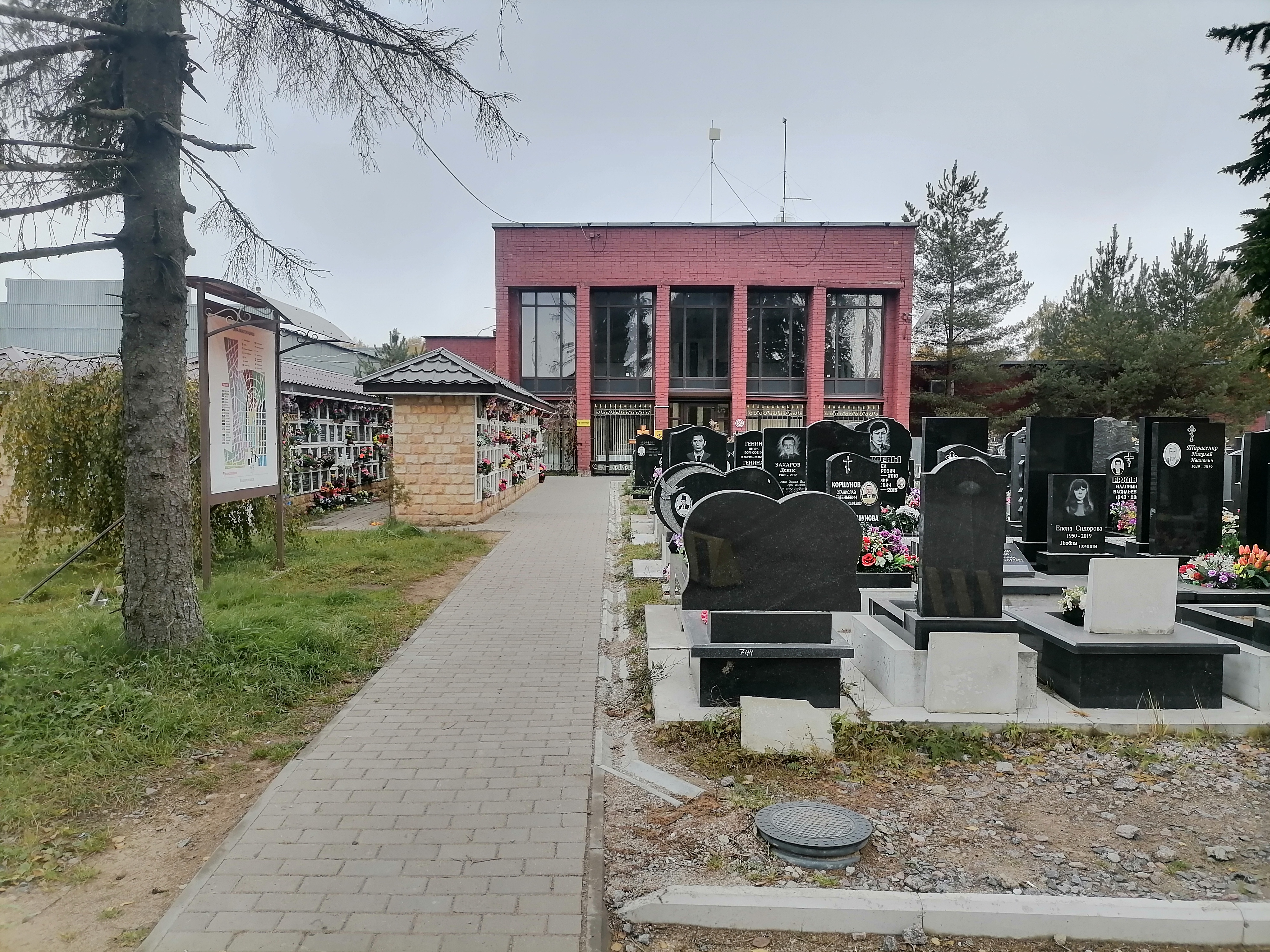
Администрация кладбища
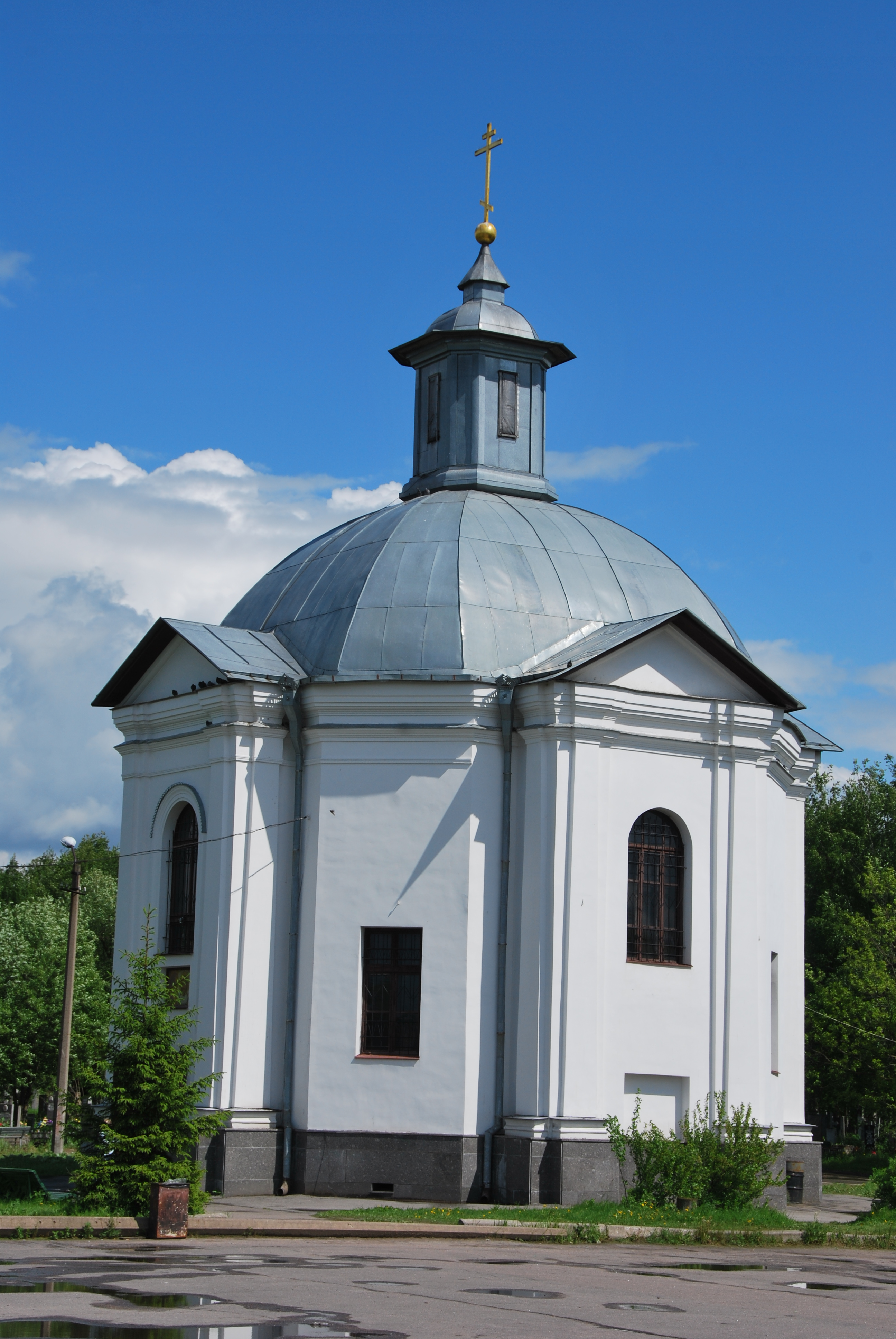
Часовня святителя Тихона Московского на Южном кладбище Санкт-Петербурга